# Psychotria erectiloba
Psychotria erectiloba là một loài thực vật có hoa trong họ Thiến thảo. Loài này được Guillaumin miêu tả khoa học đầu tiên năm 1957.